# Augusto Rostagni
Augusto Rostagni (Cuneo, 17 settembre 1892 – Muzzano, 21 agosto 1961) è stato un filologo classico italiano, noto soprattutto come autore di una importante Storia della letteratura latina.

## Biografia
Allievo di Gaetano De Sanctis, si laureò in Lettere a Torino nel 1915.
Nominato libero docente di Letteratura greca, insegnò presso le Università di Cagliari (1925), Padova (1925-26) e Bologna (1926-28); nel 1928 passò all'Università di Torino, alla cattedra di Letterature classiche comparate, che lasciò nel 1930 a favore di quella di Letteratura latina. Tra il 1936 e il 1955 fu docente anche di Filologia greco-latina.
Fu preside della Facoltà di Lettere e Filosofia dell'Ateneo torinese dal 1946 al 1961.
Dal 1923 al 1957 fu condirettore della Rivista di filologia e di istruzione classica, insieme a De Sanctis, per poi assumere nel 1957 la carica di direttore.
Era fratello del fisico Antonio Rostagni.

## Omaggi
- Il Dipartimento di Filologia, Linguistica e Tradizione classica dell'Università di Torino, creato nel 1988 dalla fusione degli Istituti di Filologia classica, Letteratura greca, Glottologia e Civiltà antiche e Neolatino, è intitolato a suo nome.
- Il Comune di Torino gli ha intitolato una piazza nel quartiere Barriera di Milano.

## Opere
- Poeti alessandrini, Torino, F.lli Bocca, 1916.
- Giuliano l'apostata. Saggio critico con le «Operette politiche e satiriche» tradotte e commentate, Torino, F.lli Bocca, 1920.
- Ibis. Storia di un poemetto greco, Firenze, F. Le Monnier, 1920.
- Orazio, Arte poetica, commentata da Augusto Rostagni, Torino, Chiantore, 1930.
- Virgilio minore. Saggio sullo svolgimento della poesia virgiliana, Torino, Chiantore, 1933.
- Aristotele, La Poetica, Introduzione, commento e appendice critica di Augusto Rostagni, Torino, Chiantore, 1934.
- Anonimo, Del sublime, Testo, traduzione e note di Augusto Rostagni, Milano, Istituto editoriale italiano, 1947.
- Storia della letteratura latina, 2 voll., Torino, UTET, 1949-52.
  - Storia della letteratura latina, 2ª edizione riveduta, 2 voll., Torino, UTET, 1954-55.
  - Storia della letteratura latina, 3ª edizione riveduta e ampliata a cura di Italo Lana, 3 voll., Torino, UTET, 1964.
- Scritti minori (I: Aesthetica; II/1: Hellenica-Hellenistica; II/2: Romana), Torino, Bottega d'Erasmo, 1955-56.